# Benedetta Carlini
Pour les articles homonymes, voir Carlini.
 (août 2021).
Benedetta Carlini est une religieuse catholique italienne du XVIIe siècle, née v. 1590 à Vellano, une frazione de la commune de Pescia (dans l'actuelle province de Pistoia, en Toscane, alors dans le grand-duché de Toscane), commune où elle est morte en 1661.
Mystique vivant pendant la période de la Contre-Réforme en Italie, elle est considérée comme un personnage important dans l'histoire de la spiritualité féminine.

## Biographie
Benedetta Carlini est la fille unique de Midea d'Antonio Pieri et Giuliano Carlini, un couple de riches villageois. Elle est née à Vellano, petit bourg situé sur les hauteurs de Pescia. Ayant failli mourir à la naissance, son père pria Dieu pour qu'il la sauve, elle et sa mère. L'accouchement s'étant finalement bien passé, et pensant qu'il s'agissait donc d'un miracle consécutif à ses prières, il décide d'appeler sa fille Benedetta (qui signifie « la Bénie » en français) et de l'offrir à Dieu. L'enfant est donc préparée à une vie monastique dès sa naissance.

### Enfance
Peu après sa naissance, le couple s'installe dans une de ses propriétés à l'entrée du village de Vellano, une ferme. Préoccupé par la santé future de sa fille, Giuliano insiste auprès de Midea pour qu'elle ne prenne pas de nourrice et qu'elle soit élevée auprès des siens. Lettré et cultivé, c'est aussi Giuliano qui entreprend d'éduquer la jeune fille avant son entrée au couvent des Théatines, bien que ce ne soit pas commun dans l'éducation des jeunes filles de l'époque. Giuliano étant dévot, l'éducation de Benedetta est avant tout religieuse. Elle apprend très tôt des litanies et oraisons qu'elle se doit de réciter à son père. Vers l'âge de six ans, elle apprend à lire, notamment ce qui a trait aux fondements de la doctrine chrétienne. Elle aurait également appris le latin. De son côté, Midea l'éduque aux prières quotidiennes. Acquise à sainte Catherine de Sienne, Midea propose à Benedetta de se tourner vers des « guides féminins […] plus puissant[s] » qui pourraient lui assurer une protection plus forte que celle d'une mère.

#### Premières expériences mystiques
Persuadé que le Diable en voulait à leur fille après l'attaque d'un chien noir, le couple redouble de vigilance à son égard. Par la suite, un miracle se serait produit dans la vie de Benedetta. Un rossignol interrompt de son chant une prière de la jeune fille. Benedetta lui ordonne de s'arrêter et de ne reprendre que lorsqu'elle aurait terminé, ce qui se produit, selon les témoignages de l'époque. Elle et ses parents en concluent que Dieu a envoyé un ange pour la placer sous sa protection. Toujours selon les témoignages, pendant deux années consécutives l'oiseau la suivait n'importe où, et on l'entendait lorsque Benedetta sortait.

#### Départ au couvent
Âgée de neuf ans, Benedetta est conduite par son père à Pescia au monastère des Théatines. Récemment installé dans la ville, ce couvent ne bénéficie pas d'une aura importante et n'est pas clôturé. L'institution propose d'accueillir les jeunes filles pour une dot plus faible que les autres couvents de la région. C'est sans doute cet aspect qui a dû intéresser les parents de Benedetta, qui étaient de fortune médiocre et ne pouvaient se permettre de faire entrer leur fille dans les couvents déjà plus installés.
Lors de son départ, sa mère lui aurait dit « Quitte-moi qui suis ta mère, je veux que tu prennes la Mère de Dieu pour ta mère, parce que j'ai entendu dire que ces filles ont une Madone. Dans tous tes besoins je veux que tu recoures à elle comme tu ferais à moi ». Sur le chemin, le rossignol serait apparu une dernière fois et Benedetta lui aurait fait ses adieux.

### Vie au couvent des Théatines
Benedetta fait son entrée chez les Théatines de la même manière que la plupart des jeunes filles de son âge. Elle ne se fait pas particulièrement remarquer, étant respectueuse de la pratique religieuse et de l'ensemble des règles établies sur place. La vie au couvent est rythmée par les prières régulières, le tissage de la soie pour la ville de Florence et, plus tard, par la culture des terres du couvent. Mais très vite, la jeune fille remarque de nombreux signes qui attesteraient d'attentions divines à son égard. Priant pour la première fois auprès de la Madone, comme sa mère le lui avait indiqué, la jeune Benedetta remarque un signe d'assentiment de sa part. Plus tard, la même statue se serait légèrement déplacée sur son socle en sa présence. Pensant qu'elle voulait l'embrasser, Benedetta se serait approchée mais la statue serait alors tombée sur l'autel. Effrayée, la jeune fille appelle la mère supérieure qui vient la rassurer. Cet évènement reste plusieurs années dans la mémoire des religieuses du couvent, sans pour autant les inquiéter particulièrement.

#### Expériences mystiques
C'est à partir de l'année 1613, alors qu'elle est âgée de 23 ans, que Benedetta est sujette à de nouvelles expériences mystiques. Elle décide d'en faire part à la mère supérieure. La jeune femme aurait eu une première vision un matin alors qu'elle était en train de prier. Elle raconte qu'elle se retrouva dans un jardin clos et luxuriant, agrémenté d'une fontaine. À côté de cette fontaine se tenait un ange qui portait un écriteau doré indiquant : « Qui veut puiser de l'eau à cette fontaine, qu'il nettoie son vase, ou ne s'approche point ». Comme elle ne comprend pas le sens caché de ce message, elle demande conseil à l'ange qui lui aurait répondu : « Si tu désires connaître Dieu, ôte de ton cœur les affections terrestres ». Ces mots provoquent une forte réaction chez Benedetta, avant que la vision ne s'achève. Elle en ressent du bonheur et l'envie profonde de faire le bien autour d'elle.
Plus tard, la même année, elle déclare avoir eu deux autres visions. La première a lieu peu de temps après la précédente. Benedetta se retrouve encerclée par de nombreux animaux sauvages qui souhaitent lui faire du mal. Heureusement, un homme — qui déclare être Jésus — la sauve de ces créatures. Avant de disparaître, il aurait ajouté que les animaux étaient des démons qu'elle aurait à combattre, qu'il fallait qu'elle soit forte, et qu'il viendrait toujours à son secours. Dans la seconde vision, un garçon âgé de neuf ou dix ans l'emmène au pied d'une montagne et lui demande de grimper jusqu'au sommet. La jeune femme peine et retombe toujours. Il lui prend alors la main et la guide jusqu'au bout du chemin. Il aurait ensuite dit : « Ainsi, tu ne pourras jamais gravir le Mont de la Perfection sans le vrai guide sur lequel t'appuyer ». Benedetta l'interroge sur l'identité de ce guide et le jeune garçon aurait répondu : « Ton père confesseur ».
Bien que ces visions n'aient rien de menaçant en soi, Benedetta en ressent une certaine crainte. Elle a peur que le démon prenne une forme agréable pour la séduire. Néanmoins, au fur et à mesure que la vision passait, elle explique qu'elle prenait confiance et se rassurait. Elle décide, comme il lui a été indiqué de le faire sur le mont de la perfection, d'en tenir informés ses supérieurs. La mère supérieure et le père confesseur Paolo Ricordati ne doutent pas de son témoignage, certaines des visions s'étant produites alors qu'elle était en groupe. Ils comprennent ainsi mieux ce qu'ils n'ont vu que de l'extérieur. Néanmoins, ils s'interrogent sur l'origine des visions. Paolo Ricordati dit à Benedetta de ne croire en rien de ce qu'elle voit dans ses visions et de réclamer à Dieu multiples tourments et souffrances physiques pour ne donner aucune possibilité au diable de la faire pécher par orgueil. Benedetta s'exécute et ne souffre d'aucune nouvelle vision pendant deux ans.
En ce qui concerne ces premières visions et les suivantes, l'historienne nord-américaine Judith C. Brown suppose qu'elles sont très probablement inspirées de l'iconographie et des textes liturgiques de l'époque (notamment les manuels d'oraisons). Ces créations avaient une forte influence sur les religieuses et religieux puisqu'elles leur permettaient d'imaginer plus facilement la vie du Christ et les différents événements contés dans les textes bibliques. C'est pour cette raison que lorsque Benedetta voit sainte Catherine de Sienne dans une de ces visions, elle précise dans son témoignage qu'elle l'a vue « telle qu'elle est dépeinte », car c'est l'unique image qu'elle a de ce personnage.

#### Troubles psychiatriques
En 1615, Benedetta semble être en proie à des souffrances qu'elle avait longtemps demandées à Dieu. Paralysée pendant de longues heures, notamment la nuit, les médecins appelés pour tenter de la soigner ne comprennent rien au mal qui semble la ronger de l'intérieur. Ils ne s'attardent guère sur le cas de la religieuse et la laissent seule face à ses souffrances. N'ayant plus de visions mystiques, Benedetta redevient une religieuse ordinaire parmi les autres, mais ses douleurs inexpliquées ne cessent pas.
Judith C. Brown, rapproche ces différents symptômes de ce qui s'appelle aujourd'hui la conversion. Concept psychologique théorisé par Joseph Breuer et Sigmund Freud dans les années 1890 il s'agirait de la transformation d'une souffrance psychologique par une souffrance physique. Il semblerait que Benedetta, troublée par ses visions et leur origine, soit confrontée à un conflit intérieur vis-à-vis de la puissance de sa foi, la conversion serait une réponse à ces difficultés. Cela lui permettrait de ne plus réfléchir à ce qui la trouble, de faire taire la contradiction qu'elle a pu découvrir en elle.

#### Nouvelles visions
En 1617, les visions de Benedetta reprennent. Plus ou moins de même nature, Benedetta s'y retrouve poursuivie par des jeunes gens qui veulent la tuer, la frappent avec des chaînes, des épées ou encore des bâtons. Dans d'autres visions, ils tentent de corrompre son âme, de la convaincre de quitter les Théatines, car elle n'arrêterait jamais de souffrir sinon. Un personnage en particulier retient l'attention de Benedetta. Il lui avait proposé de l'épouser et la forçait à passer un anneau à son doigt. Lorsqu'elle refuse en indiquant qu'elle préfère être souffrante que de le suivre, il aurait révélé sa vraie nature et serait rentré dans une rage telle qu'il l'aurait battue violemment. Ces visions arrivaient le soir plusieurs fois par semaine, duraient entre six et huit heures et s'accompagnaient de souffrances physiques inédites, selon les témoignages. Lorsqu'elle raconte ces visions, Benedetta explique qu'elle essayait à chaque fois d'éviter leur regard, qu'elle se signait pour se protéger mais que rien n'y faisait et ils la battaient encore plus violemment. Lorsqu'elle n'en pouvait plus elle décidait d'appeler à l'aide.
Souffrant de plus en plus de ses visions, et les religieuses étant inquiètes qu'il s'agisse de l'œuvre du démon, il est décidé que l'une d'entre elles veillerait quotidiennement sur la jeune femme, en dormant dans sa cellule. Il s'agit de Bartoloméa Crivelli. La mère supérieure, Piera Pagni, et Paolo Ricordati, préoccupés par la santé de la jeune femme, réduisent ses activités obligatoires à une tâche quotidienne. Ayant en leurs murs une servante de Dieu, les responsables du couvent des Théatines considéraient que le lieu bénéficiait également de ses faveurs. Ils avaient tout intérêt à garder en leur sein « une vraie visionnaire » car cela privilégiait le couvent.
À l'occasion d'une procession solennelle vers le nouveau lieu de vie des Théatines, Benedetta vécut une « transe extatique ». En marchant dans Pescia, il lui semblait voir les anges de la ville lui rendant hommage en recouvrant son parcours de fleurs, à l'instar de sainte Dorothée, patronne de la ville. À l'arrivée au couvent, Benedetta voit la statue de la Vierge la saluer et lui faire don de deux anges gardiens. Un pour elle et un pour Bartoloméa.

#### Apparition des stigmates
Trois mois après l'installation des Théatines dans leur nouveau couvent, Benedetta aurait reçu les stigmates. Un soir alors qu'elle était allongée, elle se met à penser aux souffrances endurées par Jésus. C'est à ce moment qu'un crucifié (qui déclare être Jésus-Christ) apparait dans son esprit et lui demande si elle a le courage de souffrir pour son amour. Ne voulant pas tomber dans un piège du démon, elle l'exprime explicitement. Il la rassure, atteste qu'il est Dieu et qu'il souhaite qu'elle souffre toute sa vie pour lui. Il l'invite à se positionner en croix ce qu'elle fait. Des éclairs seraient apparus de toutes ses plaies à lui et s'imprimèrent sur ses pieds, ses mains et son flanc droit. De petits éclats apparurent ensuite sur la tête du crucifié et la nonne eut l'impression qu'ils vinrent entourer sa propre tête. Elle ressentit alors une douleur intense à tous les endroits touchés, très vite remplacée par de la joie comme jamais elle n'en avait ressentie jusqu'alors. L'homme aurait ensuite dit à Benedetta de se préparer à souffrir ainsi pour le restant de ses jours, qu'il voulait qu'elle lui ressemble et qu'elle devait raconter tout ce qui venait d'arriver à son père confesseur. Bartolomea assiste à cet évènement. Elle dit avoir entendu le dialogue entre Benedetta et le Christ. Par la suite, elle prétend avoir eu une série de visions dans lesquelles Jésus arrache le cœur de sa poitrine et le remplace par son propre cœur transpercé de trois flèches.

#### L'ange Splenditello
À la suite de son mariage spirituel avec le Christ, un ange gardien nommé Splentidello apparait dans la vie de la religieuse. Ce dernier, prétendument envoyé par le Christ, est chargé de veiller sur la jeune femme. Il lui ordonne de respecter certaines règles de vie, notamment la pratique d'un jeûne strict régulier ou encore l'interdiction de consommer certains aliments. Cet ange lui apparait en vision et serait une représentation du Christ son époux pour la guider dans sa vie spirituelle et accueillir ses transes.

#### Mariage avec le Christ
Le 20 mai 1619, Jésus apparait en vision à Benedetta et lui annonce qu'il souhaite se marier avec elle. Il lui aurait donné des précisions sur l'organisation de la cérémonie. Cette vision est prise très au sérieux et le mariage est organisé comme une célébration classique dans le couvent, encore ouvert au public. Elle célèbre son mariage spirituel avec Jésus « le jour de la Sainte Trinité ». À cette occasion, il s'exprime à l'attention des sœurs spirituelles de Benedetta par la bouche de cette dernière,,.

#### Abbesse du couvent des Théatines
Entre février et mai 1619, à la suite de la réception des stigmates, Benedetta est élue officieusement abbesse du couvent des Théatines. En état de transe, elle est autorisée à prêcher malgré les réticences de l'époque à l'égard des femmes prenant cette fonction,. Le couvent des Théatines n'est pas encore clôturé, ainsi, Benedetta accède à une posture oratoire particulière, visible par une partie importante de la communauté locale.
En juillet 1620, après de nombreuses démarches administratives dont la visite du prévôt de Pescia, le couvent des Théatines est clôturé. Après la publication de la bulle papale, les religieuses nomment Benedetta comme abbesse. Elle a alors 30 ans,.

### Procès

#### Première enquête
À la suite du mariage spirituel célébré entre Benedetta et Jésus, le prévôt de Pescia, Stefano Cecchi, s'interroge sur la véracité des événements. Plusieurs arguments le motivent à mettre en place une enquête au sujet de Benedetta : l'absence d'événement surnaturel lors du mariage, les invitations envoyées pour faire venir du monde au mariage, le long éloge à Benedetta pendant que le Christ parlait par sa bouche ou encore l'absence de marque ou stigmate attestant du mariage. À la suite de la célébration, il décide d'interdire à toutes les personnes ayant assisté au mariage d'en parler avec les « gens du dehors » et démet Benedetta de ses fonctions d'abbesse.
Les visions de Benedetta mais surtout les stigmates qu'elle a reçus avaient déjà éveillé la curiosité du prévôt, qui s'interrogeait sur la véracité de ces événements. Plusieurs visites ont lieu au couvent des Théatines afin d'interroger Benedetta, sœur Bartoloméa et le père confesseur, Ricordati sur les différents événements notables ayant marqué la vie du couvent. Benedetta donne sa version des faits, ce qu'elle a ressenti, ainsi que les événements notables qui ont suivi. Sœur Bartoloméa confirme les dires de l'abbesse en tant que témoin oculaire de la plupart des événements. Enfin, Paolo Ricordati rapporte les événements tels qu'il les a vus et compris. Un rapport détaillé est fait de ces rencontres, ainsi que de l'état des stigmates.
Rien ne ressort de cette enquête, à la suite de laquelle le prévôt est convaincu que Benedetta est une personne douée de visions mystiques. Benedetta est rétablie dans ses fonctions d'abbesse et le couvent est clôturé un an plus tard.

#### Seconde enquête
Plusieurs années passent et Benedetta prend en main la gestion du couvent des Théatines, son administration ainsi que ses fonctions spirituelles auprès des religieuses. Les visions de l'abbesse se manifestent régulièrement et s'intègrent à son rôle de guide spirituel. Le père de Benedetta, Giuliano, décède entre novembre 1620 et mars 1621. C'est un choc pour la religieuse qui est rappelée à son statut de mortelle. Un de ses anges gardiens annonce sa mort prochaine et presse les religieuses du couvent de prendre soin de leur abbesse. Le jour de l'Annonciation, Benedetta aurait été trouvée morte. À la suite de nombreuses prières, elle aurait ressuscité et témoigné : elle avait été au paradis où on lui avait dit que son père viendrait, ainsi que le prévôt et le père Riccordati.
Trois ans plus tard à Florence, un nouveau nonce du pape ouvre une autre enquête sur l'affaire. Selon lui, il manque de nombreux éléments pour attester formellement que les stigmates soient bien d'origine divine. Les différents témoignages de Benedetta elle-même seraient également contradictoires sur certains points. Il décide de faire entendre le plus de personnes possibles et de croiser les témoignages. Entre-temps, le père confesseur Ricordati est décédé et a été remplacé par une personne qui connait moins Benedetta.
De nombreux témoignages permettent de comprendre qu'en réalité, il semblerait que Benedetta se soit elle-même infligée les stigmates en se blessant volontairement aux mains, aux pieds, à la tête et sur le flanc droit. D'autres témoignages permettent de comprendre également que la bague offerte par Jésus lors de la cérémonie de mariage avec Benedetta était simplement dessinée sur son doigt. L'abbesse s'isolait régulièrement pour faire des retouches sur le bijou ou se blesser aux mains, aux pieds et à la tête pour éviter que les plaies ne se referment. À la suite de ces révélations, Benedetta est démise de ses fonctions d'abbesse.
De plus, Sœur Bartolomea, qui a vécu dans la même cellule que Benedetta et qui avait confirmé ses déclarations, révèle que celle-ci l'a agressée sexuellement à plusieurs reprises lorsqu'elle était possédée par le démon Splenditello.
Il n'y a aucune source attestant d'une condamnation précise concernant Benedetta Carlini. Cette dernière ayant arrêté d'avoir des visions, l'ange Splenditello n'ayant plus fait son apparition et les stigmates ayant définitivement disparu, les autorités ecclésiastiques ont probablement décidé de ne pas appliquer de sentence officielle. Néanmoins, le journal d'une religieuse du couvent, retrouvé dans les archives par l'historienne Judith C. Brown, est une source précieuse pour connaître les dernières années de sa vie.

### Dernières années
Elle meurt à Pescia en 1661 après trente-cinq ans de réclusion [réf. nécessaire], à l’âge de 71 ans.

## Dans les arts

### Littérature historique
Dans les années 1980, l'historienne de l'université Stanford, Judith Brown, redécouvre les dossiers du procès dans les archives de Florence et publie en 1986 une biographie de sœur Benedetta, traduite en français l’année suivante.

### Théâtre
La dramaturge canadienne Rosemary Rowe a écrit une pièce sur sa liaison avec sœur Bartolomea, Benedetta Carlini: Lesbian Nun of Renaissance Italy[réf. nécessaire].

### Cinéma
- 2021 : Benedetta de Paul Verhoeven (avec Virginie Efira dans le rôle de Benedetta)[54].